# Infinite (album de Stratovarius)
Pour les articles homonymes, voir Infinite (homonymie).
Albums de Stratovarius
The Chosen Ones
(1999) 14 Diamonds
(2000)
Singles
1. Hunting High and Low
Sortie : 2000
2. A Million Light Years Away
Sortie : 2000

Infinite est le huitième album du groupe finlandais de power metal Stratovarius, publié en 2000 par Nuclear Blast.
La pochette de l'album a été réalisée par Derek Riggs. 

## Liste des chansons
Toute la musique est composée par Timo Tolkki, à l'exception de Glory of the World (composée par Jens Johansson).
| No | Titre                      | Durée |
| -- | -------------------------- | ----- |
| 1. | Hunting High and Low       | 4:08  |
| 2. | Millennium                 | 4:09  |
| 3. | Mother Gaia                | 8:18  |
| 4. | Phoenix                    | 6:13  |
| 5. | Glory of the World         | 4:53  |
| 6. | A Million Light Years Away | 5:19  |
| 7. | Freedom                    | 5:03  |
| 8. | Infinity                   | 9:22  |
| 9. | Celestial Dream            | 2:29  |